# Much Cowarne
Much Cowarne est une paroisse civile et un village du Herefordshire, en Angleterre.